# Edme Bouchardon

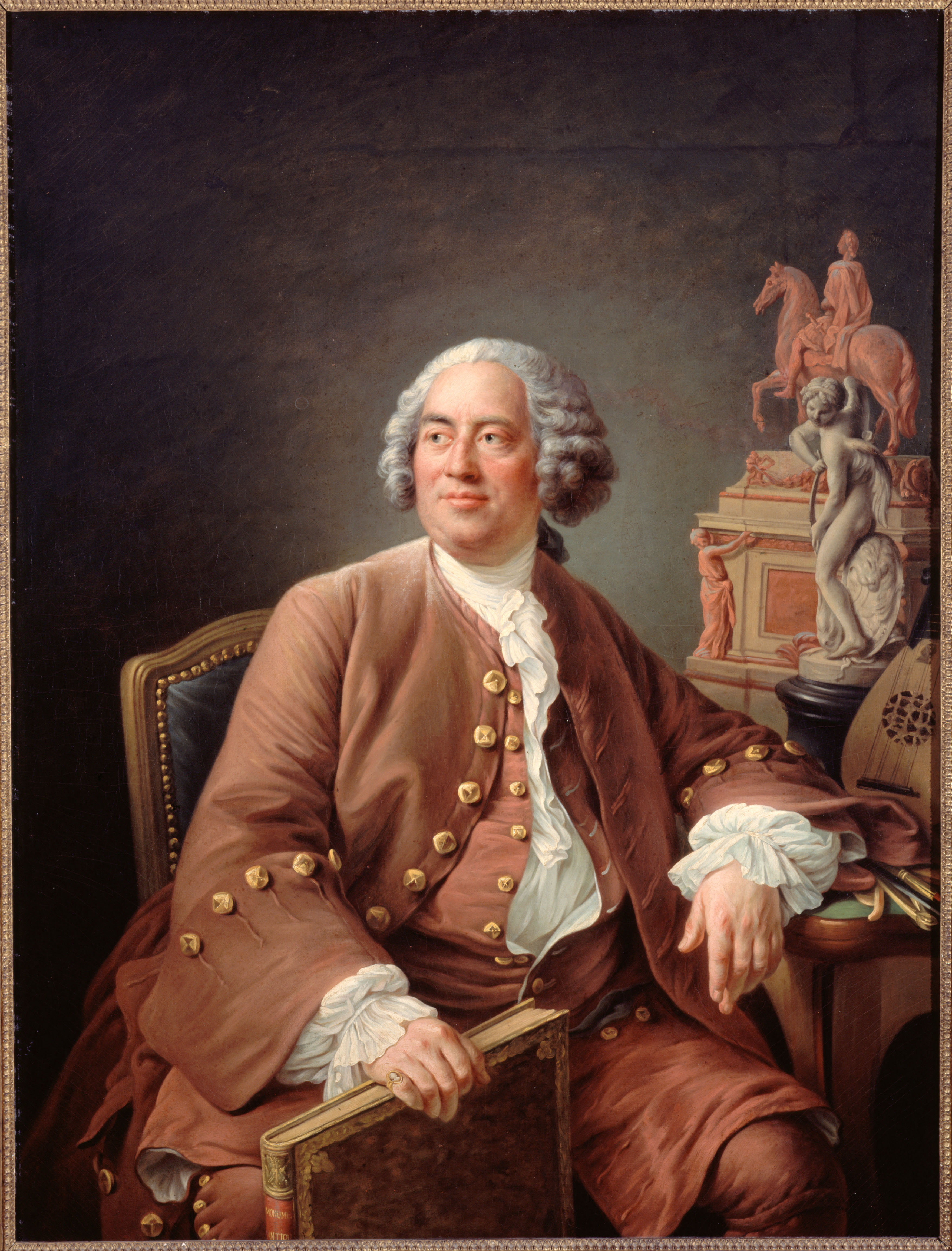
Edme Bouchardon, Gemälde von François-Hubert Drouais

Edme Bouchardon (traditionell Edme geschrieben, in neuerer Zeit ohne Bezug auf Quellen mehrfach auch Edmé; * 29. Mai 1698 in Chaumont; † 27. Juli 1762 in Paris) war ein französischer Zeichner, Bildhauer, Medailleur und Architekt. Er war Wegbereiter des Klassizismus.

## Leben
Der Sohn des Bildhauers Jean-Baptiste Bouchardon (1667–1742) begann seine Ausbildung im väterlichen Atelier und war dann Schüler von Guillaume Coustou d. J. Im Jahr 1722 wurde er mit dem von der Académie royale de peinture et de sculpture vergebenen Prix de Rome ausgezeichnet, der mit einem königlichen Stipendium und einem mehrjährigen Studienaufenthalt in Rom verbunden war. Er verbrachte zehn Jahre in Rom, wo er Kopien antiker Skulpturen anfertigte. Nach seiner Rückkehr wurde er zum Hofbildhauer ernannt (1732), in die Akademie aufgenommen (1744) und daselbst zum Professor berufen (1745).
Edme Bouchardon starb im Jahr 1762 im Alter von 64 Jahren in Paris.

## Auszeichnungen und Ehrungen
- 1722: Prix de Rome
- 1732: Mitglied der Akademie

## Werk
Der im Auftrag der Stadt Paris geschaffene, im Jahr 1745 vollendete Brunnen in der Rue de Grenelle gilt als Bouchardons Meisterwerk. Das Werk ist repräsentativ für den Übergang vom Rokoko zum akademischen Klassizismus. Die Stadt Paris übertrug ihm 1751 ebenfalls die Ausführung des Reiterstandbildes Ludwigs XV. Der Künstler arbeitete daran bis zu seinem Lebensende, jedoch wurde sie erst nach seinem Tod von seinem Schüler Jean-Baptiste Pigalle (1714–1785) vollendet. Das Werk wurde während der Französischen Revolution 1792 umgestürzt und eingeschmolzen.
Das Pariser Musée du Louvre besitzt Skulpturen und Zeichnungen von Bouchardon. Zeichnungen von seiner Hand und Dokumente zu seinem Leben und Wirken besitzt auch das Musée d’art et d’histoire in Chaumont, der Geburtsstadt des Künstlers. Dort ist ihm ein Saal gewidmet.
Die Graphische Sammlung Albertina in Wien besitzt Zeichnungen mit antiken Architekturdetails, die von Hermann Egger (in seinem Katalog der römischen Antikenstudien von 1903) Bouchardon zugeschrieben wurden.

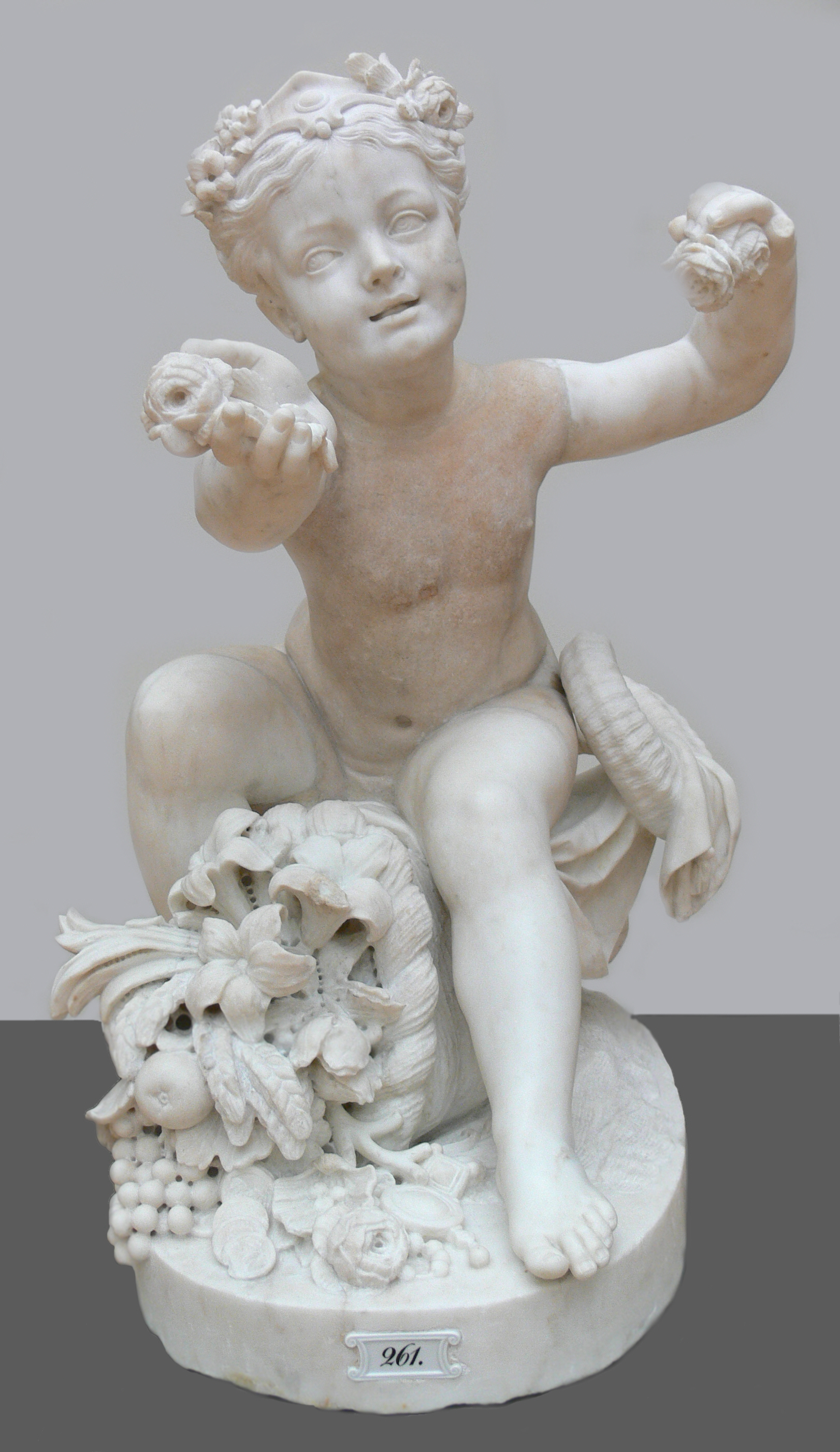
Edme Bouchardon: Genius des Überflusses – eine Ergänzung eines antiken Torsos, Rom 1731 (Skulpturensammlung, Berlin)

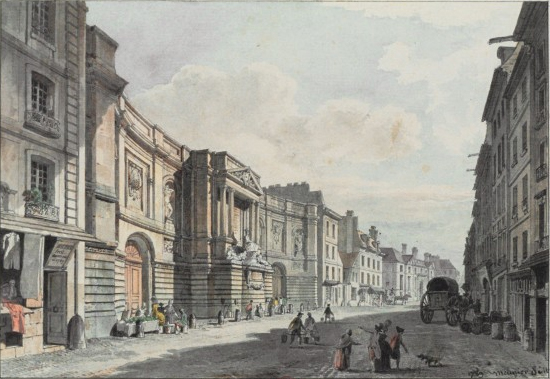
Edme Bouchardon: Der Brunnen in der Rue de Grenelle

## Werkauswahl
- 1726/1730: Faune endormi (Schlafender Faun), Paris, Musée du Louvre, Département des sculptures
- ???: Porträtbuste des Papstes Klemens XII.
- ???: Porträtbüste des Kardinals von Rohan
- ???: Porträtbüste des Kardinals Melchior de Polignac, Paris, Musée du Louvre, Département des Sculptures
- 1731: Genie de l’abondance (Genius des Überflusses), Marmor, Rom
- 1732: Porträtbüste der Madame Vleughels, geborene Marie-Thérèse Glosset, Paris, Louvre
- 1734/1750: 10 Skulpturen für St-Sulpice de Paris, davon 1745: Jesus-Christ appuyé sur la Croix (Jesus-Christus, auf das Kreuz gestützt), Paris[1]
- 1739/1745: Fontaine des quatre saison (Brunnen der Vier Jahreszeiten), Paris, 57/59 rue de Grenelle

- 1747: Porträtbüste Karls XII. von Schweden. Es existieren mehrere Ausführungen, darunter eine Bronze aus dem Jahr 1749, Paris, Louvre
- 1748/1762: Reiterstatue Ludwigs XV., Bronze, ehemals Paris, Place de la Concorde, während der Revolution 1792  eingeschmolzen.[1] Eine kleine, von Bouchardons Schüler Louis-Claude Vassé ausgeführte Variante dieser Statue befindet sich in Paris, Louvre.
- 1750: L’amour se taillant un arc dans la massue d’Hercule (Armor schnitzt sich einen Bogen aus der Keule des Herkules), Paris, Louvre
- ???: Calvaire, Remiremont
- ???: Skulpturen für die Wasserbecken des Schlossparks in Versailles (Bassin de Neptune, unter anderem)

## Schüler
- Louis-Claude Vassé (1716–1772)